# Smolovitskij Kanal
Smolovitskij Kanal (ryska: Смоловицкий Канал) är en kanal i Belarus.   Den ligger i voblasten Homels voblast, i den centrala delen av landet, 200 km söder om huvudstaden Minsk. Smolovitskij Kanal ligger vid sjön Ozero Najda.
I omgivningarna runt Smolovitskij Kanal växer i huvudsak blandskog. Runt Smolovitskij Kanal är det glesbefolkat, med 14 invånare per kvadratkilometer.